# Sainte-Marie-du-Bois (Mayenne)
Sainte-Marie-du-Bois is een gemeente in het Franse departement Mayenne (regio Pays de la Loire) en telt 210 inwoners (2004). De plaats maakt deel uit van het arrondissement Mayenne.

## Geografie
De oppervlakte van Sainte-Marie-du-Bois bedraagt 11,1 km², de bevolkingsdichtheid is 18,9 inwoners per km².

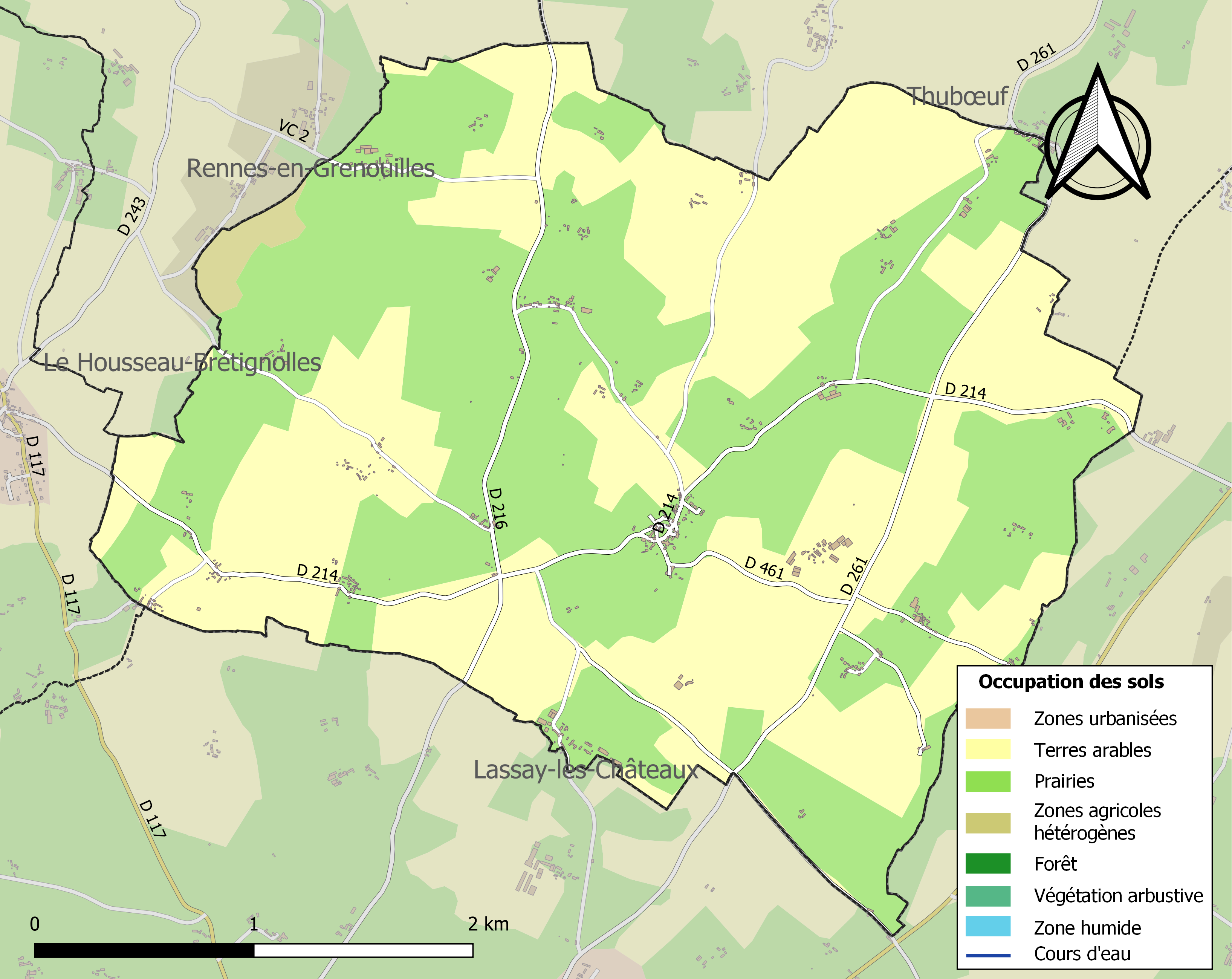
Kaart van de gemeente met de belangrijkste infrastructuur, bodemgebruik en omliggende gemeenten

## Demografie
Onderstaande figuur toont het verloop van het inwonertal (bron: INSEE-tellingen).